# Comitetul Central al Partidului Comunist al Uniunii Sovietice
Comitetul Central al Partidului Comunist al Uniunii Sovietice (în rusă Центра́льный комите́т Коммунисти́ческой па́ртии Сове́тского Сою́за – ЦК КПСС, Tsentralniy Komitet Kommunistitcheskoi Partii Sovetskogo Soyuza – TsK KPSS), abreviat în rusă ЦК, „ȚeKa”, a fost cel mai înalt corp de conducere al Partidului Comunist al Uniunii Sovietice (PCUS).
Conform statutului, Comitetul Central conducea toate activitățile Partidului și Guvernului între Congresele Partidului Comunist al Uniunii Sovietice prin Politburo – Biroul Politic ales dintre membrii CC-ului și răspunzători în fața CC-ului. Membrii Comitetului Central erau aleși o dată la cinci ani de către Congresul Partidului. 
În cea mai mare parte a existenței lui, puterea Comitetului Central a fost limitată de lipsa de regularitate a întâlnirilor și de numărul prea mare de membri, adevărata putere aflându-se în mâinile celor din Politburo. Comitetul Central era folosit pentru legitimarea acțiunilor Politburoului și pentru a da o aură de consens deciziilor acestui birou politic. CC-ul se întâlnea numai odată sau de două ori pe an, cu sesiuni care durau una sau două zile. Plenare speciale erau convocate în ajunul evenimentelor importante precum erau un nou plan pe termen lung sau alegerea unui nou Secretar General. Alegerile erau de asemenea de fațadă, membrii fiind aleși de mai multă vreme de către conducători. 
Din 1917 până în 1934, Comitetul Central a funcționat ca un Parlament. Dar opoziția neașteptată față de Stalin a dus la o masivă epurare a acestui organ de conducere între congresele al 17-lea și al 18-lea între anii 1934 – 1939. Până la moartea lui Stalin, rolul CC-ului a fost practic inexistent. După moartea dictatorului, a urmat o perioadă de conducere colectivă care a revitalizat Comitetul Central, până când s-a ajuns din nou la situația de mai înainte, de fațadă. CC al PCUS a jucat un rol important în cariera lui Nikita Hrușciov. În 1957, CC-ul a invalidat o propunere a Prezidiului (Politburoului) de înlocuire a lui Hrușciov din funcția de lider al partidului. Hrușciov, cu ajutorul Mareșalului Jukov, a câștigat sprijinul CC-ului în lupta cu ceea ce a fost numit grupul antipartinic. Șapte ani mai târziu, pe 14 octombrie 1964, tot Comitetul Central a fost cel care a pus capăt carierei politice a lui Hrușciov. Comitetul Central a luat o decizie, care a marcat un moment de referință, în martie 1985, când l-a ales pe reformistul Mihail Gorbaciov în funcția de Secretar General cu o majoritate de doar un vot față de candidatul conservator Victor Grișin. 
După încercarea eșuată de lovitură de stat din august 1991, Partidul Comunist și Comitetul Central al PCUS au fost dizolvate.
Vezi de asemenea: Organizarea Partidului Comunist al Uniunii Sovietice.